# Gordon Aitchison
Gordon Aitchison (anglès: Gordon «Gord» Aitchison)  (North Bay, 14 de juny de 1909 - Windsor, 6 de gener de 1990) fou un jugador de bàsquet canadenc que va competir durant la dècada de 1930.
El 1936 va prendre part en els Jocs Olímpics de Berlín, on guanyà la medalla de plata en la competició de bàsquet.